# Grêmio Atlético Sampaio (Acre)
Grêmio Atlético Sampaio was een Braziliaanse voetbalclub uit Rio Branco in de staat Acre.

## Geschiedenis
De club werd opgericht in 1964 door de lokale landmacht. De club werd in 1967 staatskampioen en werd twee jaar later ontbonden.

## Erelijst
Campeonato Acreano
1967